# Olavi Litmanen
Olavi Litmanen, né le 17 avril 1945 à Saari  en Finlande, est un footballeur international finlandais, qui évolue au poste d'attaquant. Il réalise la majeure partie de sa carrière avec le club de Reipas. 

## Biographie
Olavi Litmanen reçoit cinq sélections en équipe de Finlande entre 1970 et 1972.
Il joue son premier match en équipe nationale le 7 octobre 1970, contre la Tchécoslovaquie. Ce match nul (1-1) à Prague rentre dans le cadre des éliminatoires de l'Euro 1972. Il reçoit sa dernière sélection le 16 juillet 1972, en amical contre l'URSS (score : 1-1 à Vaasa).
Il réalise la majeure partie de sa carrière avec le club du Reipas Lahti. Il remporte avec cette équipe un championnat de Finlande et cinq Coupes de Finlande.
Il participe avec le club de Reipas aux compétitions européennes. Il joue à cet effet huit matchs en Coupe d'Europe des clubs champions et cinq en Coupe des coupes.

## Famille
Litmanen épouse une joueuse de l'équipe féminine de Reipas. Il est le père du footballeur international finlandais Jari Litmanen, qui a également commencé sa carrière avec Reipas.

## Palmarès
Reipas Lahti
- Championnat de Finlande (1) :
  - Champion : 1970.
  - Vice-champion : 1968 et 1974.

- Coupe de Finlande (5) :
  - Vainqueur : 1964, 1972, 1973, 1974 et 1978.
  - Finaliste : 1967 et 1970.